# ستار إسمنتي

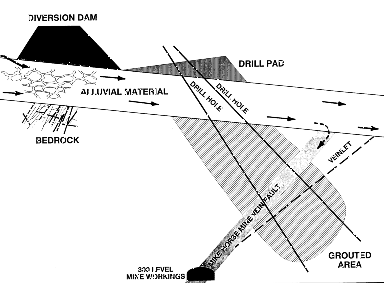
الستار الأسمنتي

الستار الأسمنتي  هو الحاجز الذي يحمي أساس السد من عوامل التربة. ويمكن أن يصنع خلال البناء الأولي، أو أثناء عملية التصليح، ويمكن استخدامه أيضا في عمليات التثبيت.

## الخصائص
ويتكون الستار الأسمنتي عادة من صف من الثقوب المحفورة رأسيا مليئة بالترويبة المضغوطة، وهي عملية تعرف عادة باسم ضغط الحشو.

## الطريقة
يتم حشو الترويبة وتستخدم الضغط العالي للسائل ( طين أو ماء ) لتتخلل داخل تجاويف التربة وتسد الفراغات.